# ديفيد سوتون
ديفيد سوتون (بالإنجليزية: David Sutton)‏ هو لاعب كرة قدم أمريكية أمريكي، ولد في 30 مايو 1984 في ويستمينستير في الولايات المتحدة.